# Genelia D’Souza

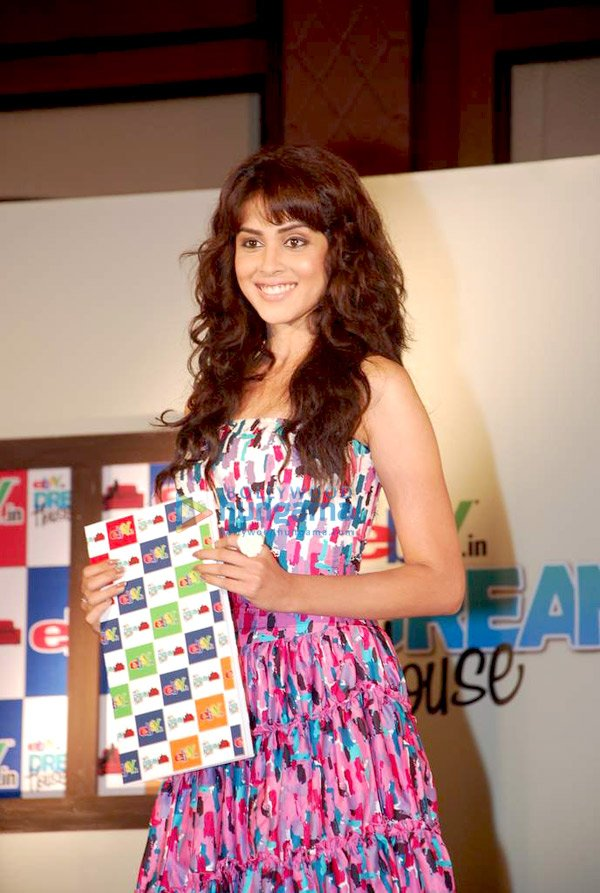
Genelia D’Souza (2010)

Genelia D’Souza (Hindi जेनेलिया डिसूज़ा; * 5. August 1987 in Bombay, Maharashtra) ist eine indische Bollywood-Schauspielerin und Model.

## Leben
D’Souza begann ihre Schauspielkarriere mit Tujhe Meri Kasam (Hindi तुझे मेरी कसम;  dt. Mein Versprechen an dich) im Jahr 2003. Sie erhielt 2006 ihren ersten Filmfare Award für ihre schauspielerische Leistung im romantischen Film Bommarillu. Seitdem spielte sie in mehreren kommerziell erfolgreichen Bollywood-Filmen mit, z. B. Du liebst mich, du liebst mich nicht oder Chance Pe Dance – Tanz um dein Glück.
Seit Februar 2012 ist sie mit ihrem Schauspielkollegen Riteish Deshmukh verheiratet, mit dem sie einen Sohn hat.

## Filmografie (Auswahl)
- 2003: Tujhe Meri Kasam
- 2003: Boys
- 2003: Satyam
- 2004: Masti – Seitensprünge lohnen nicht!
- 2004: Samba
- 2004: Sye
- 2005: Naa Alludu
- 2005: Sachein
- 2005: Subhash Chandra Bose
- 2006: Happy
- 2006: Raam
- 2006: Bommarillu
- 2006: Chennai Kadhal
- 2007: Dhee
- 2008: Mr. Medhavi
- 2008: Satya in Love
- 2008: Santosh Subramaniam
- 2008: Mere Baap Pehle Aap
- 2008: Ready
- 2008: Du liebst mich, du liebst mich nicht
- 2008: King
- 2009: Sasirekha Parinayam
- 2009: Life Partner
- 2009: Katha
- 2010: Chance Pe Dance – Tanz um dein Glück
- 2010: Uthamaputhiran
- 2010: Orange
- 2011: Urumi
- 2011: Force
- 2011: Velayudham
- 2012: Tere Naal Love Ho Gaya
- 2012: Naa Ishtam
- 2014: Jai Ho
- 2014: Lai Bhaari

## Auszeichnungen

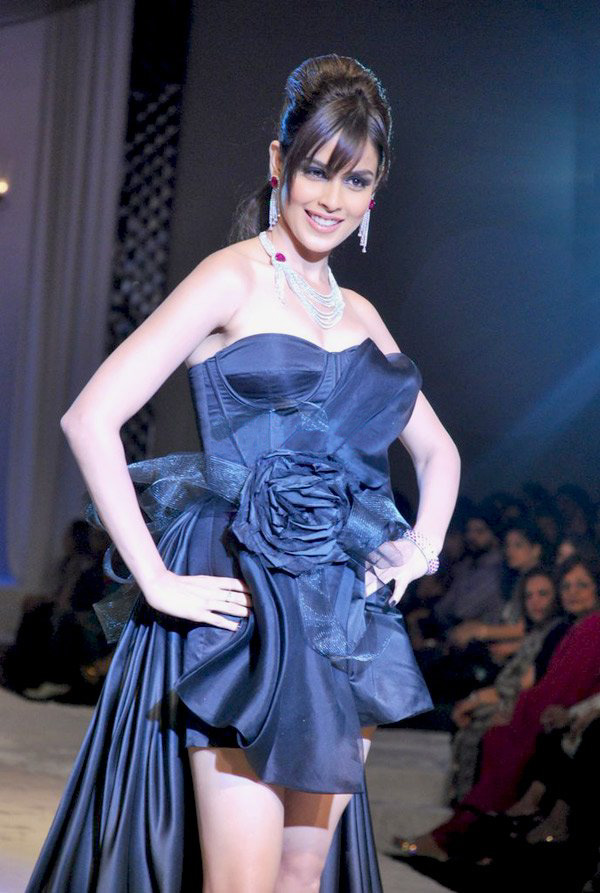
HDIL India Couture Week (2009)

- 2003: CineMAA Awards (Film: Satyam, beste weibliche Debütantin)
- 2006: Filmfare Award (Film: Bommarillu, beste Schauspielerin)
- 2006: Santosham Awards (Film: Bommarillu, beste Schauspielerin)
- 2006: Nandi Awards (Film: Bommarillu, Nandi Special Jury Award)
- 2009: Nandi Awards (Film: Katha, Nandi Special Jury Award)
- 2011: Asiavision Film Award (Film: Urumi, beste Schauspielerin)[2]